# Федотов Володимир Григорович
Володимир Григорович Федотов (рос. Владимир Григорьевич Федотов; * 18 січня 1943, Москва — 29 березня 2009, Москва) — радянський футболіст, радянський і російський футбольний тренер. Амплуа — нападник. Вихованець московською ФШМ. Рекордсмен по числу матчів за ЦСКА в чемпіонатах СРСР (1960—1975, 382 матчі, 92 голи). За збірну СРСР зіграв 22 матчі, забив 4 голи. Син відомого футболіста Григорія Федотова і зять тренера Костянтина Бєскова.
Кар'єра Федотова як гравця відбулася в ЦСКА. Він виступав за армійців в 1960—1975 роках і встановив рекорд клубу за кількістю матчів, проведених в чемпіонатах СРСР: Федотов провів на полі 382 гри, в яких забив 92 голи. У 1964 році він став найкращим бомбардиром першості, а в 1970 році виграв чемпіонський титул.
Після завершення кар'єри гравця Федотов приєднався до тренерського штабу ЦСКА, а потім очолив ростовський СКА і в 1981 році виграв Кубок СРСР. Згодом він тренував низку російських клубів, працював в Бахрейні і Болгарії.
У 2002 році Федотов увійшов до тренерського штабу «Спартака», а чотири роки потому став головним тренером команди. З московським клубом він завоював срібні медалі чемпіонату Росії 2006 року. Наступного року, після невдач «Спартака» в єврокубках, Федотов був відправлений у відставку.
Після звільнення зі «Спартака» Федотов перейшов на посаду спортивного директора ФК «Москва». Після закінчення чемпіонату 2008 року він залишив цей пост. Помер 29 березня 2009 року в Москві.